# Oksana Syroiid
Oxana Syroiid, (ukrainien Оксана Іванівна Сироїд) née le 2 mai 1976 à Horodyshche, raïon de Sokal est une femme politique ukrainienne.

## Biographie
Elle est diplômée de l'Université nationale Académie Mohyla de Kiev puis Université nationale Taras-Chevtchenko de Kiev avant de poursuivre à l'Université d'Ottawa en 2002.

### Carrière politique
En 2014 elle est élue députée de la Rada sous l'étiquette Samopomitch.
En 2019 elle est élue présidente du son parti.

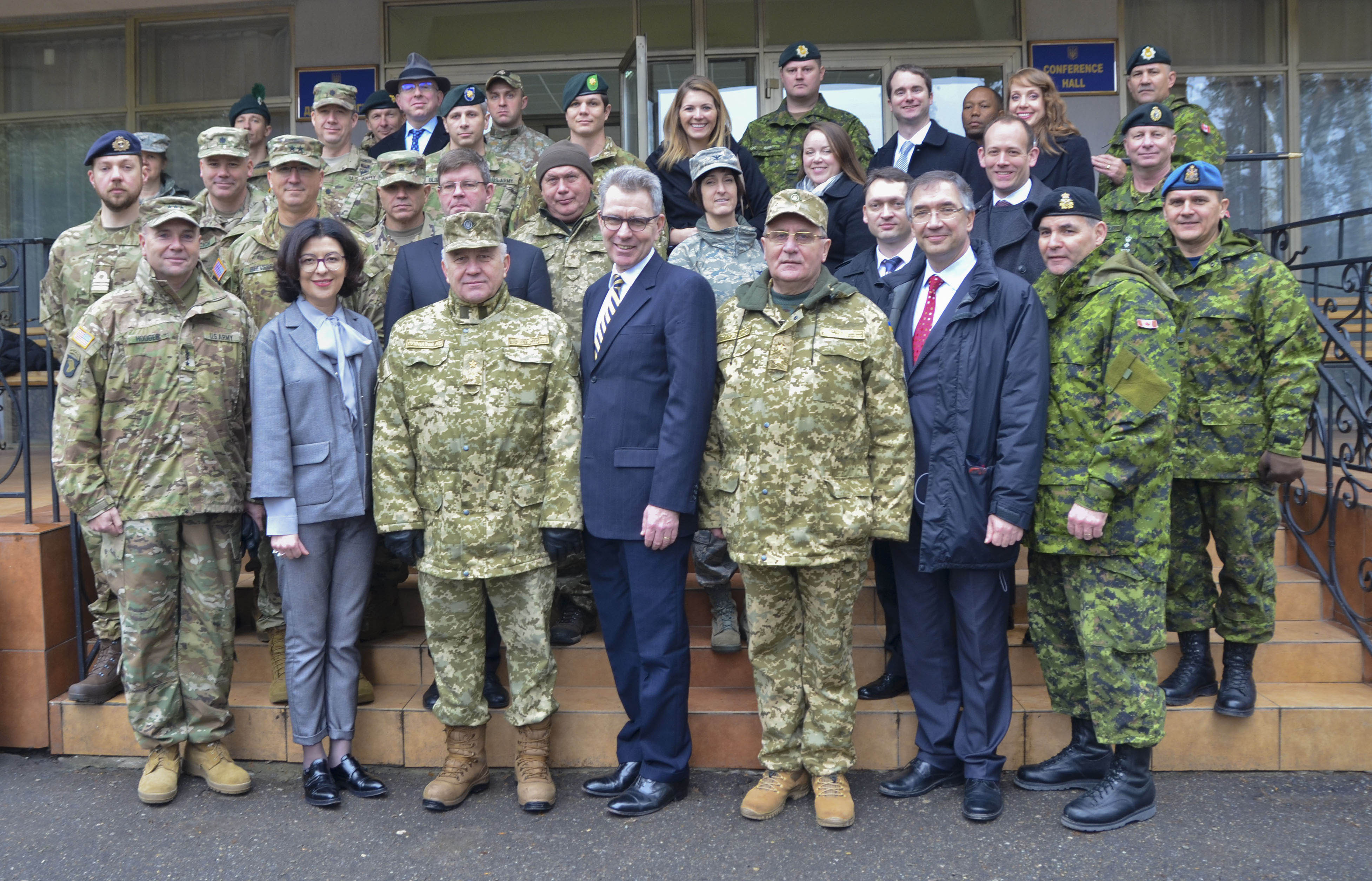
Présente à Fearless guardian avec Frederick Hodges, Matthew Beevers, Anatoliy Pouchnyakov, Marius Janukonis, Geoffrey Pyatt, Pavlo Tkachouk, Roman Waschuk, en 2015.